# Simira rubescens
Simira rubescens är en måreväxtart som först beskrevs av George Bentham, och fick sitt nu gällande namn av Cornelis Eliza Bertus Bremekamp och Julian Alfred Steyermark. Simira rubescens ingår i släktet Simira och familjen måreväxter. Inga underarter finns listade i Catalogue of Life.